# Каллий (сын Гиппоника Аммона)
Каллий Богатый (др.-греч. Καλλίας) — афинский государственный деятель и дипломат V века до н. э.

## Происхождение
Принадлежал к старшей ветви рода Кериков. Один из самых знаменитых членов семьи, условно называемой «Каллиями», или «Каллиями-Гиппониками». В просопографической и генеалогической литературе для удобства обычно именуется Каллием (II).
Сын Гиппоника Аммона, родился не позднее 510 до н. э., был двоюродным братом Аристида.
Был потомственным дадухом (факелоносцем) в церемониях элевсинского культа и спартанским проксеном.
Был крупнейшим афинским дипломатом своего времени, выполнявшим ответственные миссии в Персии и Спарте, и, по мнению И. Е. Сурикова, вполне заслуживал отдельной биографии от Плутарха.

## Богатство
Располагая личным состоянием в 200 талантов, Каллий считался богатейшим человеком в Афинах и одним из самых богатых в Греции. О происхождении этого богатства Плутарх рассказывает анекдотическую историю, сходную с той, что ходила про его отца Гиппоника. Херонейский писатель сообщает, что после окончания Марафонской битвы Аристид с отрядом был оставлен охранять взятую добычу, а Каллий тайком от него сумел наложить руку на часть персидских сокровищ.

Один из персов, увидев длинные волосы и головную повязку и решив, вероятно, что перед ним — царь, бросился ему в ноги и, взявши за правую руку, привел к какой-то яме, где было зарыто много золота. Каллий же оказался самым жестоким и несправедливым из людей: золото он взял, а перса, чтобы тот не рассказал о кладе кому-нибудь еще, убил. По этой причине, говорят, всех, принадлежавших к его дому, комические поэты называли «Златокопателями», намекая на яму, в которой Каллий нашел сокровище.— Плутарх. Аристид, 5
.
Современные историки считают эту историю «наивно-клеветническим» вымыслом, почерпнутым у комических поэтов или из каких-то политических памфлетов. Если бы современникам стало известно о подобной махинации, Каллия бы ожидало суровое наказание. Прозвище λακκόπλουτοι намекает, скорее, на Лаврийские серебряные рудники, эксплуатация которых и была главным источником богатства дома Кериков.

## Олимпийские победы
Ко времени Марафонской битвы Каллий уже был весьма состоятельным человеком, и превзошел успех своего деда, одержав победы в гонках колесниц (тетриппе) на трех Олимпийских играх (как полагают, в 500, 496 и 492 до н. э.)
Вероятно, именно в качестве олимпионика-триаста он удостоился прижизненной бронзовой статуи на афинском Акрополе, о которой пишет Павсаний, и база которой сохранилась.

## Брак
Около 480/479 до н. э. Каллий женился на Эльпинике, дочери Мильтиада Младшего и сестре Кимона. Этот брак был заключен в рамках политического альянса между Алкмеонидами, Филаидами и Керками, направленного против Фемистокла. Благодаря своему зятю, Кимон смог выплатить наложенный в своё время на его отца громадный штраф в 50 талантов, что позволило ему восстановить доброе имя своей семьи и начать собственную политическую карьеру.
Впоследствии Каллий развелся с женой, которая, по слухам, состояла в кровосмесительной связи со своим братом.

## Дипломатия
Крупным политическим деятелем Каллий, как кажется, стал довольно поздно.
Геродот пишет, что Каллий возглавлял афинское посольство в Сузы в начале правления Артаксеркса I (примерно в 464 до н. э.) Цели и результаты этой миссии неизвестны.
В 449 до н. э. он возглавил новое посольство в Персию, заключившее с царем мирный договор, завершивший греко-персидские войны 490—449 до н. э. Вероятно, Каллий был сторонником Перикла и действовал в русле его политики. По словам Плутарха, по возвращении в Афины ему оказали особые почести, но Демосфен рассказывает, что афиняне были недовольны отчетом о посольстве, обвинили руководителя миссии в подкупе персами, едва не приговорили к смерти, заменив её, в конце концов, гигантским штрафом в 50 талантов.
Как полагают исследователи, версия Демосфена возникла в результате путаницы. По сообщению Эсхина Сократика, Каллия действительно привлекали к суду, и обвинители требовали смертной казни, но это было гораздо раньше, еще при жизни Аристида, который по просьбе обвиняемого выступил в его защиту.
В 446 до н. э. Каллий входил в состав посольства, направленного в Спарту и заключившего Тридцатилетний мир, завершивший Малую Пелопоннесскую войну. Существует предположение, что он возглавлял это посольство.
Сыном Каллия и Эльпиники был афинский стратег Гиппоник.

## Комментарии
1. ↑  Жреческая повязка дадуха
2. ↑  λακκόπλουτοι — буквально: «разбогатевшие из ямы»